# Josif Pančić

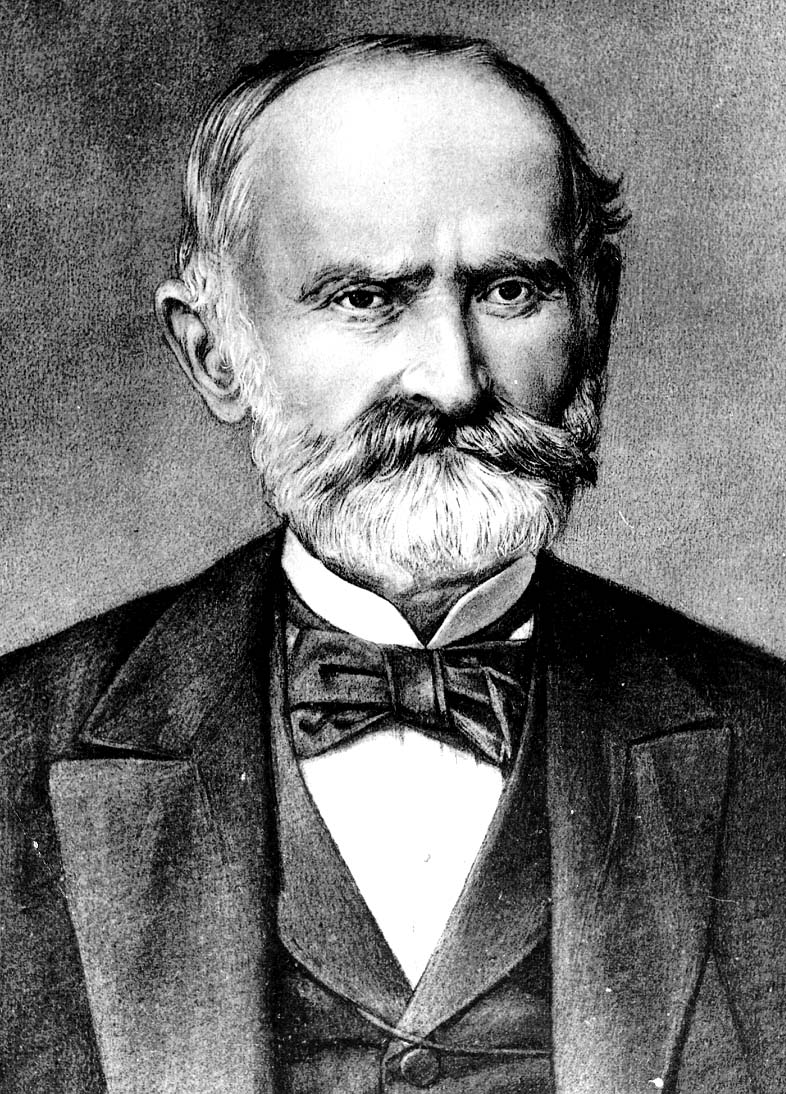
Josif Pančić

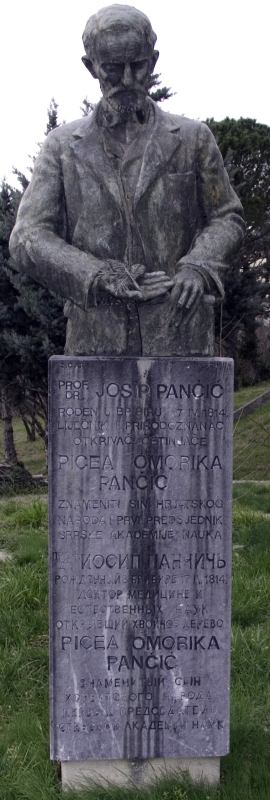
Josif Pančić, Crikvenica, Kroatien

Paeonia mascula in Serbien von Pančić gesammelt im Herbar der Bayerischen Staatssammlung München

Josif Pančić (serbisch-kyrillisch Јосиф Панчић); Vorname auch in der Variante Josip, (serbisch-kyrillisch Јосип) (* 17. April 1814 in Bribir, Komitat Modruš-Rijeka, Königreich Kroatien und Slawonien, Österreich-Ungarn, heute Teil von Novi Vinodolski, Kroatien; † 8. März 1888 in Belgrad) war ein Naturforscher und Botaniker, der die Grundlagen der modernen botanischen und zoologischen Erforschung Serbiens schuf. Sein offizielles botanisches Autorenkürzel lautet „Pančić“.
Pančić war der erste einheimische Botaniker, der eine vollständige regionale Flora von Ländern der Balkanhalbinsel herausgeben konnte. Seit 1853 Professor am Belgrader Lyceum der späteren „Velika Škola“ und deren sechsmaliger Rektor, wurde er 1887 auch zum ersten Präsidenten der Serbischen Akademie der Wissenschaften und Künste gewählt. 1880 wurde er vom Ministerium für Kultur als Präsident der Kulturreferates eingesetzt. Pančić war zwei Mal Abgeordneter der Skupština. Er war Initiator der Gründung des Botanischen Gartens Jevremovac in Belgrad und dessen erster Direktor.
Hauptsächlich war Pančić in Serbien tätig, zu dessen floristischen Erforschung er die wissenschaftlichen Grundlagen schuf. Seine Forschungsreisen führten ihn aber auch in die benachbarten Länder und Regionen, so in die Herzegowina, Bulgarien und nach Montenegro, wo er unter anderem die floristischen Pionierarbeiten in den schwer zugänglichen dinarischen Hochgebirge im Durmitor, Komovi und den Orjen an der Bucht von Kotor einleitete. Hier bestieg er als einer der ersten Botaniker überhaupt die Velika Jastrebica. Pančićs Herbar, das er selbst schon 1860 dem Belgrader Lyceum vermachte, ist heute als abgesonderter Teil im Herbar des Botanischen Institutes in Belgrad im Botanischen Garten hinterlegt und sein wichtigster Bestandteil.
Für besonderes Aufsehen sorgte seine letztlich erfolgreiche zwanzigjährige Suche nach der sogenannten „Omorika“ (Serbischen Fichte), deren Fund in den Schluchten des Tara-Gebirges und deren systematische Stellung innerhalb der eurasischen Fichten als botanische Sensation gewertet wurde. Pančić zu Ehren trägt sie in den Balkanländern heute den Trivialnamen „Pančićeva omorika“.
Nach Pančićs eigenem Wunsch wollte er auf dem Kopaonik begraben werden; seine Gebeine und die seiner Familie wurden daher 1951 in einem Mausoleum auf dem höchsten Gipfel des Kopaonik dem „Pančićev vrh“ bestattet. Nachdem die NATO-Allianz 1999 auch die militärischen Anlagen der Vojska Jugoslavije auf dem Pančićev vrh bombardierte, wurde sein Mausoleum teilweise zerstört.

## Leben

### Familie, Kindheit und Schule
Josif Pančić wurde 1814 in einer bunjewatzischen Familie in Ugrine an der nordkroatischen Küstenzone in der Kroatischen Militärgrenze geboren, sein Vater hieß Pavel Pančić. Pavel war der Sohn eines österreichischen Freiwilligen der Türkenkriege, der aus der Umgebung von Niš stammte. Pančićs Großvater hatte im Vorland des Velebit, Land in der Funktion als Wehrbauer zugeteilt bekommen. Der Geburtsort Pančićs, das Dorf Ugrine, liegt in der Umgebung Brbirs, einem kleinen Ort zwischen Novi Vinodolski und Bakar an den Südhängen des nördlichen Velebit zum Kvarner Golf. Seine Familie war in der Landwirtschaft tätig, in der neben Acker- und Weinbau Viehhaltung das Überleben der Familie sicherte. Als Josip wurde er als viertes Kind der Familie geboren. Mit drei Jahren erkrankte er an Pocken, aufgrund dessen Josips Gesicht zeitlebens durch tiefe Narben entstellt blieb. Josip musste als Kind das Vieh der Eltern hüten, wurde jedoch mit sechs Jahren von seinem Onkel Grgur, der ein angesehener Pater in Gospić war, zum Besuch der Grundschule bei ihm in Gospić aufgefordert. Dem Abschluss der Grundschule nachfolgend schrieb Grgur Josip am Gymnasium in Rijeka ein.

### Studium
Grgur sichert Josip auch nach Beendigung der Mittelschule den weiteren Bildungsgang und gab ihm 1830 das nötige Geld, um nach Zagreb zu reisen und sich an der Universität einzuschreiben. Sein Studium fing er an der philosophischen Fakultät an der Universität Zagreb an, wandte sich aber bald mit der Bitte an Grgur, lieber die Vorlesungen der Naturwissenschaften in Pest zu besuchen. Mit einer Apanage seines Onkels von 15 Forint monatlich, konnte sich Pančić so an der medizinischen Fakultät in Pest einschreiben. Da das Geld nicht ausreichte, um in einer Großstadt zu leben, verdiente sich Pančić in Pest das fehlende Einkommen als Privatlehrer dazu und unterrichtete Französisch und Italienisch. Auch aufgrund der mangelnden finanziellen Mittel und seiner Verpflichtung, das fehlende Geld selbst zu erwirtschaften, zog sich sein Studium in Pest über zehn Jahre. Er erlernte hier aber insbesondere Latein, Deutsch und Ungarisch und brachte sich selber Griechisch, Französisch und Englisch bei.
Da während Pančić' Aufenthalt in Pest englische Ingenieure die Kettenbrücke über die Donau errichteten, nutzte er die Chance, von den Bauarbeitern Englisch zu erlernen. Da Pančić Onkel durch das lange Studium argwöhnte, dass er viel Zeit in Caféhäusern und auf Soirés verbringe, stellte er die weiteren Apanagen ein. Pančić selbst war aber nur durch seine Arbeitsverpflichtungen, durch die er viele Prüfungen und Vorlesungen verpasste, gezwungen so lange als Student in Pest zu bleiben. Nachdem er seinem Onkel dieselben Gründe mitteilte, wurde ihm die monatliche Apanage aber wieder zugesandt.
Eine Ausnahme in Pančićs studentische Verpflichtungen stellten die stets regelmäßig besuchten Vorlesungen des Professors für Botanik J. Sedler, die auch zentral für Pančićs weiteren Werdegang waren. Dem Interesse der Botanik gegenüber legte er daher auch seine Doktorarbeit im Fach Botanik ab. So beendete Pančić 1843 sein Studium mit der Dissertation „Taxilogia Botanica“ und wurde am 9. September 1943 zum Mediziner berufen. Gleichzeitig hatte er sich den Titel eines Doktors der Botanik erworben.

### Suche nach Beschäftigung

#### Banat
Nach Beendigung seines Studiums blieb die Existenzsicherung durch Aufnahme einer Tätigkeit als Privatmediziner Pančićs einzige Möglichkeit, sich weiterhin in Pest ein Einkommen zu sichern. Nur mit Mühe konnte er sich zu dem beruflichen Einstieg als Doktor der Medizin durchringen, da seine Leidenschaft vornehmlich der naturwissenschaftlichen Forschung galt. Pančić siedelte nach Budim über und eröffnete ohne viel Enthusiasmus in Nähe des Gergelez Bades eine Privatordination. Nachdem Pančić jedoch gewahr wurde, dass damit ein geregeltes Einkommen nicht zu verdienen war, eröffnete sich die unvorhergesehene Möglichkeit in der Minenstadt Ruckberg im nördlichen Banat bei den wohlhabenden Bergwerksbesitzern und Beamten Hofmann und Mederschtach die Erziehung ihrer Kinder zu übernehmen.
Das Angebot, als Hauslehrer im Banat ein solides Einkommen von 400 Forint jährlich zu verdienen, eine bezahlte Unterkunft und Verpflegung gestellt zu bekommen, sowie genug freistehende Zeit für seinen Forschungsreisen zu finden, bildete für Pančić den Einstieg in seine eigentliche Laufbahn als Naturwissenschaftler. Ohne viel nachzudenken gab er seine Privatordination in Budapest auf und begab sich in die neue Arbeitsumgebung. In seiner Freizeit nutzte er die Möglichkeit geologische, zoologische und botanische Forschungen in der Umgebung zu betreiben. Mit Mineningenieuren klassifizierte er die Gesteine und Mineralien in den Bergwerken; botanische Exkursionen führten ihn in die Karpaten (u. a. Hatszeger Tal), die Sanddünen der Deliblatska peščara und die Berge um den Donaudurchbruch im Eisernen Tor. Nachdem die ihm anvertrauten Kinder ihre schulische Ausbildung abgeschlossen hatten, reiste Pančić nach den zwei, wie er selbst mitteilte, glücklichen Jahren 1845 zuerst in seinen Heimatgegend Brbir, um dann in Wien die Möglichkeiten einer wissenschaftlichen Laufbahn zu sondieren.

#### Wien
Mit dem Herbarmaterial und den geologischen Sammlungen aus dem Banat reiste er zur weiteren Bestimmung 1845 nach Wien. Im Naturhistorischen Museum Wien determinierte er unter anderem seine Herbarsammlung und trat schon bald in Kontakt zu den ansässigen Botanikern. Wien war zudem eine der wichtigsten Forschungsstätten der Botanik in Europa. Johann Heuffel nutzte auch als Erster Pančićs Belege aus dem Banat. An der Wiener Universität besuchte Pančić zudem die botanischen Vorlesungen von Stephan Ladislaus Endlicher.
Bedeutend für seine spätere wissenschaftliche Karriere wurde aber in Wien die Begegnung mit der serbischen und kroatischen Emigration. In den Landsleuten Vuk Karadžić und Franz von Miklosich schloss Pančić hier Freundschaft. Insbesondere hatte er in Vuk Karadžić einen Förderer gefunden, der sich lebhaft für Pančićs weitere Vorhaben interessierte. Pančić hatte Vuk insbesondere sein besonderes Interesse für eine naturwissenschaftliche Erforschung Bosnien mitgeteilt und Vuk selbst hatte in ihm das Interesse für die Länder der Balkanhalbinsel aus seinen Berichten zu Bosnien und Serbien weiter vertieft. Über die bereits vorhandenen Kenntnisse Pančićs der adriatischen und der pannonischen Flora und Vegetation bildete Bosnien das logische verbindende Glied um den weiteren geografischen Zusammenhang der regionalen Flora zu studieren. Vuk Karadžić war daraufhin bestrebt Gelder für ein gemeinsames Vorhaben in Bosnien über seine russischen Kontakte aufzutreiben.

#### Serbien

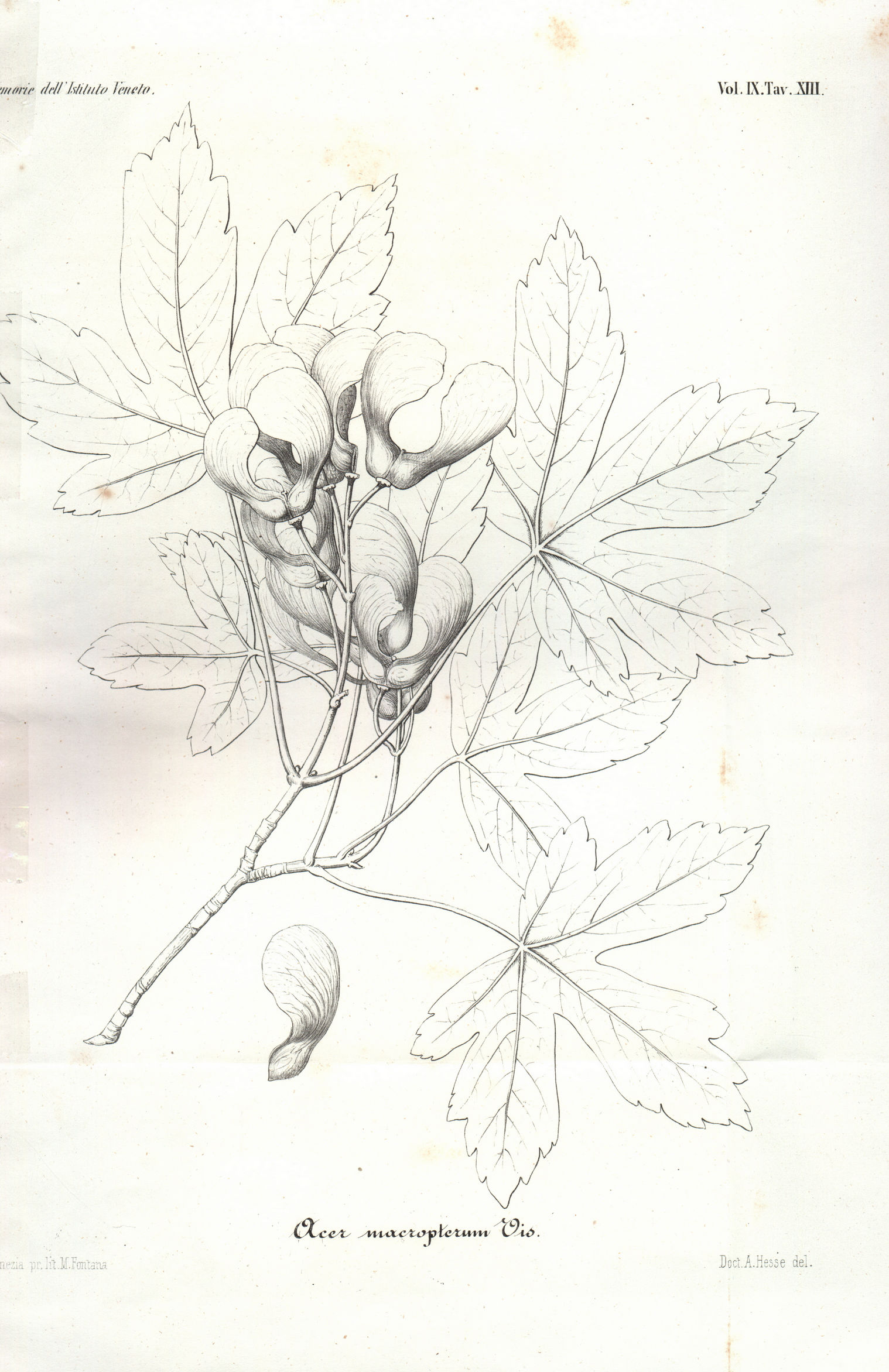
Ikonographie von Acer macropterum Vis. (eigentlich Acer heldreichii spp. visianii) aus Visianis Plantarum serbicarum pemptas 1860. Dieser stammt aus einer serbischen Aufsammlung von Josif Pančić

Als Protégé Vuk Karađićs kam Pančić 1846 erstmals nach Belgrad. Nachdem dort Aleksandar Karađorđević Regent war und Vuk Karađić selbst als Anhänger der Obrenović-Dynastie bei der Monarchie in schlechtem Ruf stand, blieb der Empfang für Pančić in Serbien wider Erwarten kühl.
Pančić bewarb sich im Innenministerium bei Ilja Garašanin um eine Anstellung. Während seiner Wartezeit auf eine Antwort begann Pančić im nur 14.000 Einwohner fassenden Belgrad aber schon die ersten botanischen Exkursionen, die ihn bis in die Umgebung des Avala führten. Nach einer erfolglosen Audienz bei Garašanin, in der Pančić seinen Wunsch geäußert hatte, in Užice an der bosnischen Grenze eine Anstellung zu finden, trat überraschend der Außenminister Avram Petronijević an Pančić heran mit der Bitte, ihm bei der Eindämmung der Typhus-Epidemie, die bei seinen Arbeitern in seiner Glasfabrik bei Paraćin ausgebrochen war, zu helfen. Garašanin selbst hegte anfangs den Verdacht einer Spionagetätigkeit Pančićs für das Ausland und teilte dies Petronijević mit: „Der Junge ist entweder viel zu geschickt und außerordentlich gut auf Spionagearbeit vorbereitet oder viel zu dumm und selten naiv, oder er ist wirklich nicht alltäglich ehrlich und voller Integrität. Ich wünschte, Letzteres wäre wahr.“
Während der Typhus-Epidemie erkrankten 68 an der Krankheit und 11 fanden dadurch den Tod. Pančić fand im nahegelegenen Jagodina ab Januar 1847 eine feste Anstellung als Arzt, wo er schon bald die ärztliche Betreuung des gesamten Bezirks zu übernehmen hatte. Ende 1847 wurde er als Bezirksarzt nach Kragujevac beordert. 1847 erbat er die Entlassung aus der österreichischen Staatsangehörigkeit und beantragte die serbische. Zudem lernte er im selbigen Jahr seine spätere Frau Ljudmila Mileva, die Tochter des Barons Kordon, in Ćuprija kennen. Er trat in die serbisch-orthodoxe Kirche ein, und 1849 fand die Trauung mit Ljudmila in der Kirche von Čačak statt. Sie hatten zusammen drei Söhne und vier Töchter, zwei Söhne verstarben jedoch schon als Kleinkinder.

## Pančić als Lehrer, Abgeordneter und Initiator des Botanischen Gartens Belgrads

### Lehrauftrag am Lyceum in Belgrad
Seit 1853 war Pančić am Lyceum in Belgrad als außerordentlicher Professor angestellt. Das Lyceum befand sich in der Zeit im Konak der Fürstin Ljubica im Stadtteil Sava Mala, einem Stadtteil innerhalb der Schanze von Belgrad der überwiegend serbisch besiedelt war. Damals war Belgrad noch durch die osmanische Besatzung der Festung von Belgrad durch die Osmanen sowie die zahlreichen Muslimischen Haushalte ein überwiegend orientalisch anmutender Ort. 1854 bekam Pančić auch endlich den serbischen Pass zugesprochen und wurde damit auch ordentlicher Professor am Lyceum. Hier unterrichtete Pančić Botanik, Zoologie, Geologie und Mineralogie, sowie fast 15 Jahre lang Agronomie. Wahrscheinlich änderte Pančić auch um 1854 seinen Vornamen Josip in Josif um. 1866, 1868, 1869, 1870, 1871 und 1872 wurde Pančić jeweils zum Rektor der Velika Škola, dem Vorläufer der Universität Belgrad berufen.

### Politische Ämter
In zwei Legislaturen war Pančić Abgeordneter der Skupština, 1870 und 1871. 1880 wurde er Präsident des Kulturrates im Kulturministerium, 1884 Mitglied des Staatsrates, das als höchstes Amt in der Staatsadministration angesehen wurde. Als 1886 die Serbische Akademie der Wissenschaften und Künste ins Leben gerufen wurde er 1887 auf das Amt des Präsidenten der Akademie berufen.

### Gründung des Botanischen Gartens
1874 wurde Pančićs Gesuch zur Gründung eines botanischen Gartens in Belgrad bewilligt. Dieser wurde auf dem unbebauten Uferbereich zwischen Donau und der Dunavska ulica eingerichtet. Da dieser jedoch schon 1887 von einem Donauhochwasser verwüstet wurde, bat Pančić um einen geeigneteren Platz. Dieser wurde jedoch erst ein Jahr nach Pančićs Ableben im ehemaligen Obstgarten des Großvaters Jevrem von Milan Obrenović übertragen. Als einzige Bedingung musste der Garten den Namen Jevremovac in Erinnerung an Jevrem tragen. Dieser ist bis heute Belgrads botanischer Garten, in dem sich botanisches Institut und das Herbar des botanischen Instituts befinden.

## Wissenschaftlich Erträge

### Botanik

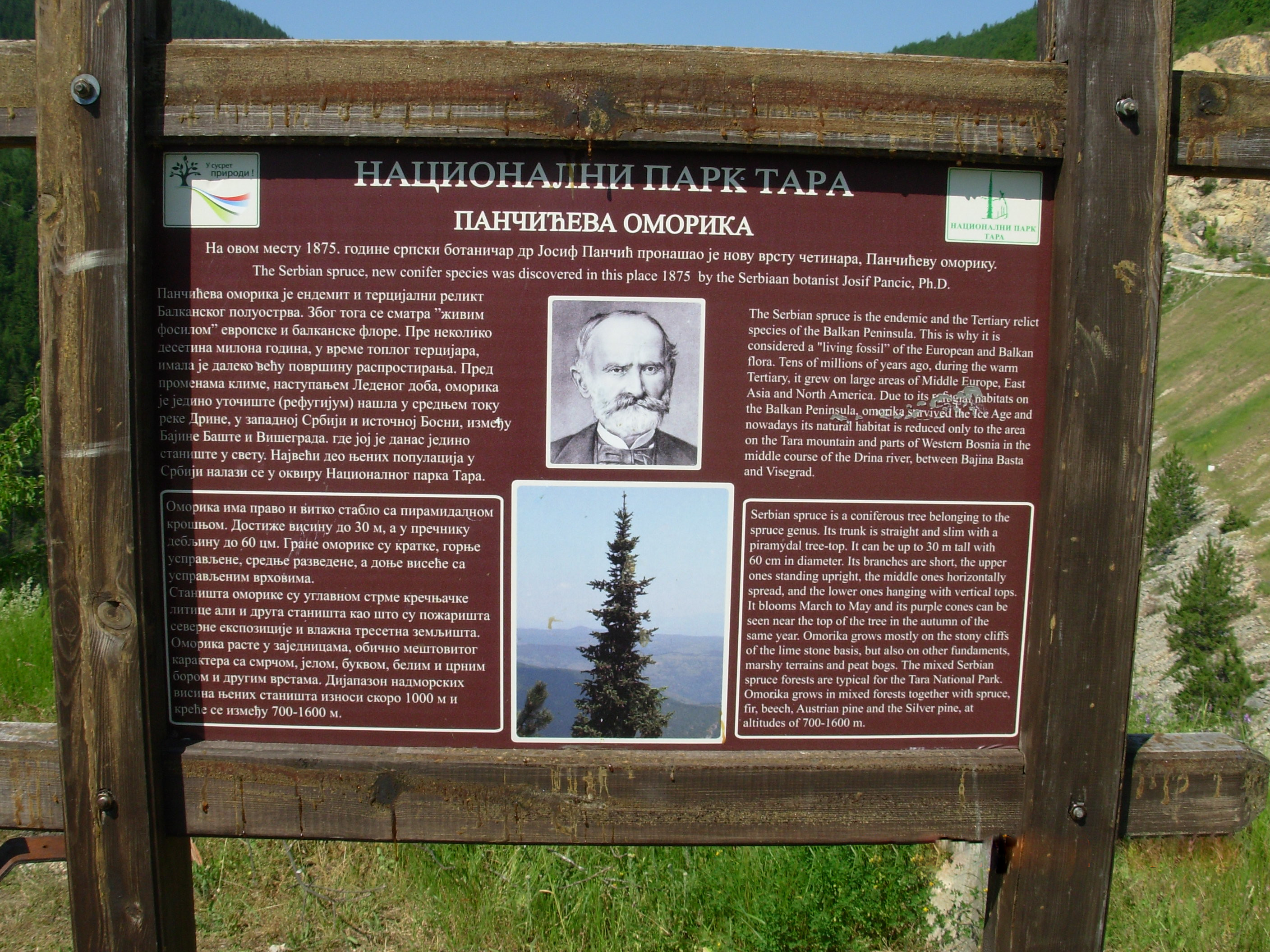
Paneel im Nationalpark Tara am Locus classicus von Pančićs Erstfund der Omorika

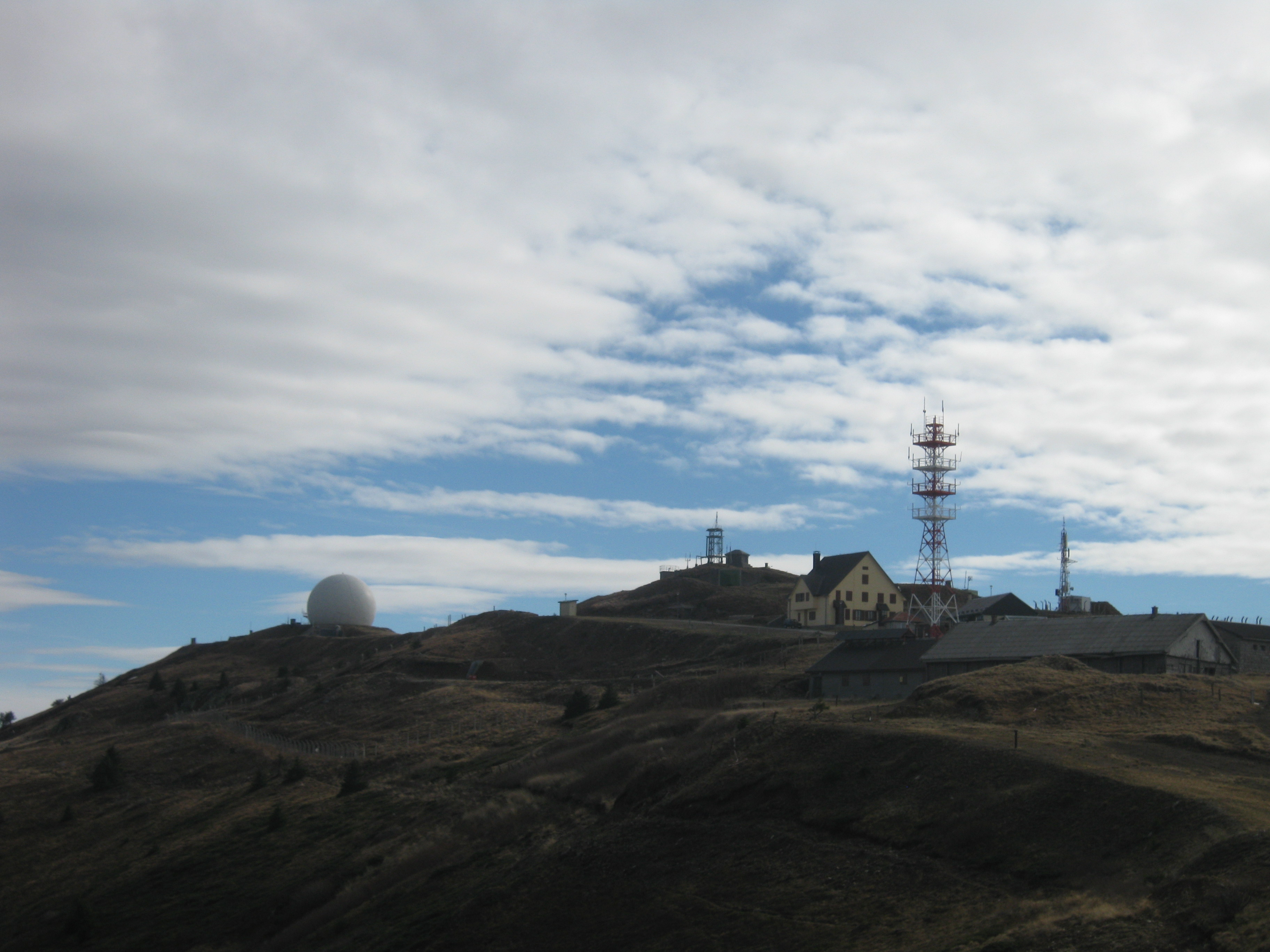
Pančićs Mausoleum liegt auf dem höchsten Punkt des Pančićev vrh und ist zur Gänze von militärischen Anlagen umgeben.

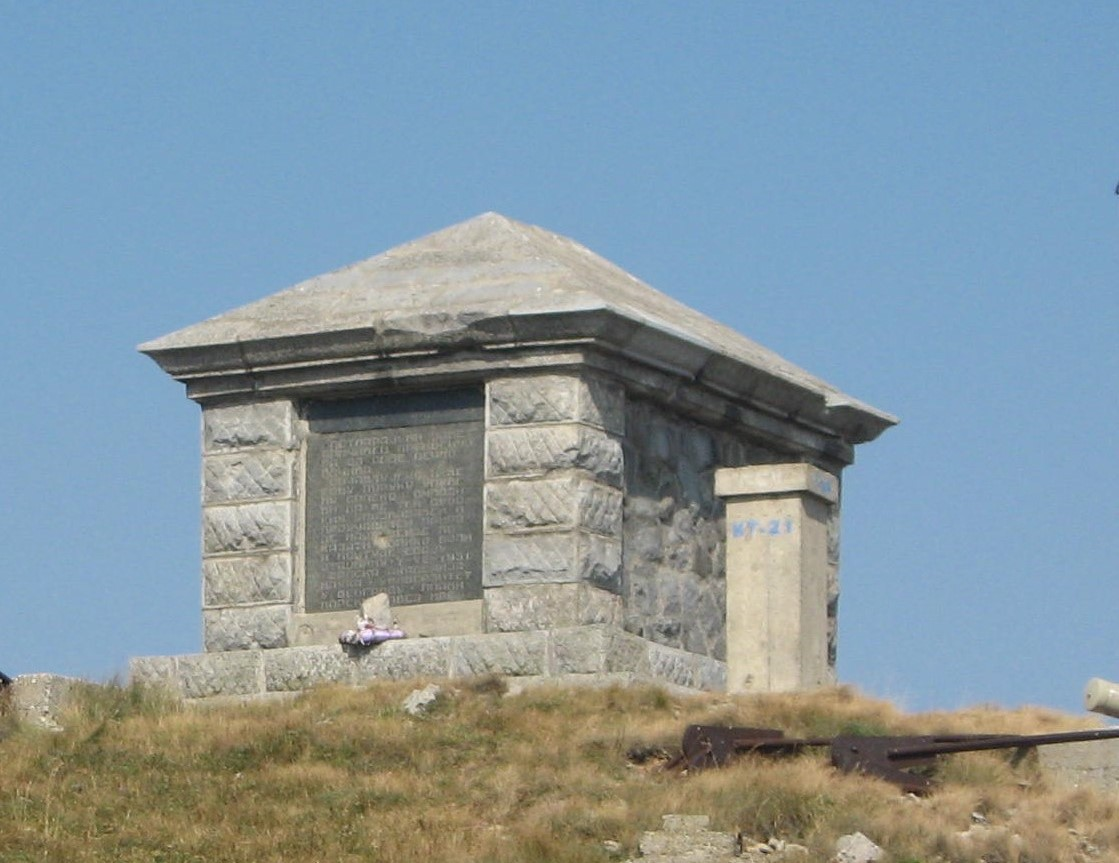
Nahaufnahme von Pančićs Mausoleum

Anfänglich übergab Pančić seine neu entdeckten Pflanzen zumeist an Roberto de Visiani. So übergab er ihm unter anderen seinen Fund der nördlichen Unterart des Griechischen Ahorns (Acer heldreichii ssp. visianii), welchen er 1856 am Javor und Jastrebac gesammelt hatte.
Seine erste Veröffentlichung nach zehnjährigem Aufenthalt in Serbien gab Pančić 1856 unter dem Titel „Verzeichnis der in Serbien wildwachsenden Phanerogamen nebst Diagnosen einiger neuer Arten“. In der Arbeit führte er 1806 Pflanzenarten auf, darunter einige neu beschriebene, sowie infraspezifisch bislang unbeschriebene Formen. 1865 erschien die erste Flora: „Flora u Beogradskoj okolini“, die in sechs Auflagen erschien (I: 1865; II: 1878; III: 1882; IV: 1885; V: 188; VI: 1892). 1874 erschien Pančićs Hauptwerk die in 28-jähriger Arbeit erarbeitete Flora des Fürstentums Serbien: „Flora Kneževine Srbije“. Mit dem 1884 erschienenen Nachtrag wurden darin 2422 Höhere Pflanzenarten aufgeführt, darunter 31 bisher noch nicht beschriebenen Arten.
Zur Bulgarischen Flora veröffentlichte Pančić 1883 das Florenwerk „Građa za floru Kneževine Bugarske“ sowie 1886 die Nachtragungen in der „Nova građa za floru Kneževine Bugarske“. Von Bedeutung ist auch Pančićs Bearbeitung von 1875 im „Elenchus Plantarum Vascularuium Quas Aestate a. 1873 in Crna Gora“ seiner im August und September 1873 nach Montenegro unternommenen Reise, die ihn über die Karsthochgebirge der Küstendinariden im Orjen und Lovčen bis in die Nordmontenegrinischen Hochgebirge von Durmitor, Sinjavina, Vojnik, Komovi, sowie die Gebirge an den Oberläufen von Tara und Morača geführt hatte.
Damit hatte Pančić als Zweiter nach Pantoscsek, der ein Jahr vor Pančić die zentraldinarischen Länder floristisch erkundet hatte und auch ins Zentrum der Südostdinariden vorgedrungen war, die schwierigste Gebirgsregion der Balkanhalbinsel gemeistert.
Pančić zu Ehren tragen zahlreiche Pflanzenarten sein Epithet, u. a. die Beifuß-Art Artemisia pancicii, Cardamine pancicii Hay., Aquilegia pancicii, Valeriana pancicii Hal. & Bald., Cicerbita pancicii (Vis.) Beauv. und die Sommerwurz-Art Orobanche pancicii. Erst 2013 wurde die ursprünglich von Pančić 1867 im Bereich des heutigen Tara-Nationalparks als Aquilegia thalictrifolia gesammelte Akelei als eigenständige Art anerkannt; für eine der beschriebenen Varietäten wurde das Epithet pancicii gewählt (Aquilegia nikolicii var. pancicii). Der Gattungsname Pancicia Vis. aus der Familie der Doldenblütler (Apiaceae) wurde ebenso in Erinnerung an Pančić vergeben.
Die bedeutendsten von Pančić erstbeschriebenen Arten stellen zweifellos die beiden aus der Gattung Ramonda der tropischen Gesneriengewächse (Gesneriaceae) in Serbien vorkommenden Felsenteller: Nathalia-Felsenteller (Ramonda nathaliae) und Serbischer Felsenteller (Ramonda serbica) dar.
In der Dendroflora hatte Pančić den Ahorn Acer intermedium und natürlich seine Omorika-Fichte, die Serbische Fichte (Picea omorika) erstbeschrieben.
Als die Gebeine 1951 in sein Mausoleum auf den Kopaonik getragen wurden, wurden diese in einen speziell aus Omorika-Fichtenholz hergestellten Sarg gelegt.

#### Die Entdeckung der Omorika-Fichte
Keine andere Entdeckung Pančićs wurde mit so großem Interesse von Seiten der botanischen Wissenschaft aufgenommen und wurde im allgemeinen Bewusstsein des serbischen Volkes zu Pančićs Verdiensten gerechnet wie seine jahrzehntelange Odyssee auf der Suche nach der legendären Omorika. In dem zusätzlichen serbischen Begriff omorika zur etymologischen Unterscheidung der bekannten europäischen Arten der Kieferngewächse von jela (Tanne), smrka (Fichte) und bor (Kiefer) vermutete Pančić eine unbestimmte Form eines Nadelbaumes, der nichts mit den weithin bekannten Arten zu tun hatte. Omorika tauchte als Begriff auch in den Epen der serbischen Volksliedtradition auf, wie auch als Lemma in Vuk Karađić serbischen Wörterbuch. Jedoch konnte niemand mit Bestimmtheit sagen, was die Signifikation von Omorika tatsächlich im botanischen Sinne bedeutete.
Zum ersten Mal stolperte Pančić über das Vorkommen der Omorika aus Mitteilungen von Ortsansässigen, als er in der Umgebung von Užice 1855 botanisierte. Niemand war jedoch im Stande, ihm den Baum zu zeigen. 1861 besuchte er die Tara-Gebirgsregion, konnte jedoch keine Omorika ausfindig machen. Als er nach zwei weiteren, vergeblichen Versuchen 1865 die Idee hatte, sich von der Forstbehörde Westserbiens Zweige aller auf Tara, Zlatibor und den Bergen der Užicer Gemeinde wachsenden Nadelbäume für die Velika škola zukommen zu lassen, unterstützte das Kultusministerium Serbiens Pančićs Vorhaben.
Sein Gesuch wurde an die Ämter Westserbiens weitergeleitet, und von allen dort vorkommenden Nadelbäumen wurden Zweige und Fruchtstände gesammelt und an Pančićs Kabinett versendet. Kurz vor dem Winter 1865 lagen dann bei Pančić zwei Zweige der Omorika, jedoch ohne Orts- und Herkunftsangabe. Daher machte sich Pančić schon 1866 mit sechs Studenten zu einer Forschungsreise in die Gebiete auf, wo er die Omorika vermutete, jedoch wiederum ohne Erfolg zu haben. Erst 1876 sollte er die Omorika auf der Tara bei Zaovine entdecken. Das Rätsel war damit wissenschaftlich gelöst.
Die für eine europäische Nadelbaumart sehr kleine Verbreitung an den Kalkfelsen im Mittelabschnitt der Drina, die sehr schöne, schmal zylindrische Wuchsform, wie die für eine Fichte ungewöhnliche, da tannenähnliche Benadelung, hoben Pančićs Entdeckung über den botanischen Ruhm zu einem in der Hortikultur und Landschaftsgestaltung gesucht ansehnlichen Baum. Dadurch stellen Omorika-Fichten heute einen der meistgenutzten Nadelbäume der Vorstadtgärten. Zusätzlich besteht die taxonomischen Besonderheit, dass die Omorika nur mit bestimmten Fichten des Himalaya und der pazifischen Gebirge enger verwandt ist als mit allen anderen Eurasischen.

##### Pančićs Nomenklatur der Omorika-Fichte
Auf Pančićs Eintrag im Herbarbogen seiner 1875 in Zaovine gesammelten Omorika vergab er den wissenschaftlichen Namen Abies omorika. Als sogenannter Nomen nudum wird er daher als Etikettname korrekt als Abies omorika Panč. in sched. (1875), «nom. nudum» bezeichnet. Damit war der Taxon weder wissenschaftlich veröffentlicht noch wissenschaftlich korrekt benannt. 1876 veröffentlichte Pančić in seiner Abhandlung Eine neue Conifere in den östlichen Alpen. Von Dr. J. Pančić die Omorika-Fichte unter dem wissenschaftlichen Namen Pinus omorika. Damit war auch dieser Gattungsname wiederum nicht gültig, da Pinus der Gattungsname der Kiefern ist. Erst 1887 publizierte Pančić den korrekten Namen Picea omorika in der Schrift Omorika nova fela četinara u Srbiji.

#### Herbarium Pancicianum
Sein umfassendes Herbar, das nicht nur aus seinen eigenen Belegen aus dem Banat, Ungarn, Montenegro, Serbien und Bulgarien sowie von seinen Besuchen in Italien und Österreich bestand, bildete mit den Zusendungen von Herbarexsikata befreundeter Botaniker auf der ganzen Welt das erste wissenschaftliche Herbarium Serbiens. Mit dem eigenhändigen Überlassen seines Herbares an die Velika Škola ist 1860 das offizielle Gründungsdatum des Herbariums des Botanischen Institutes Belgrad (BEOU). Dieses hat heute einen Fonds von 180.000 Belegen und umfasst eines der wichtigsten Herbare zur Erforschung der Balkan-Flora.

### Zoologie
Pančićs faunistische Arbeiten umfassen Werke zur Ihtiologie, Ornithologie und Entomologie: Ribe u Srbiji (1860), Ortoptere u Srbiji (1876), Ptice u Srbiji po analitičkom metodu (1876). Als Lehrer am Belgrader Lyceum gab Pančić auch das zoologische Lehrbuch der Schule heraus: Zoologija (1864).

### Mineralogie und Geologie
Seine Arbeiten zur Mineralogie und Geologie umfassen nur die Lehrbücher des Lyceums: Mineralogija i geologija (1866).

## Werke

### Florenwerke
- Roberto de Visiani, Josif Pančić: Plantae serbicae rariores aut novae. A Prof. Roberto de Visiani et Prof. Josepho Pančić descriptae et iconibus illustratae. Decas I. – Typis J. Antonelli, Venetiis, 1862, 26 pp, Tab. I-VII. (Ex Vol. X, Memor. Imp. Reg. Institut), 1862
- Flora agri belgradensis, 1865
- Roberto de Visiani, J. Pančić: Plantae serbicae rariores aut novae. A Prif. Roberto de Visiani et Prof. Josepho Pančić descriptae et icinibus illustratae. Decas II. – Typis J. Antonelli edit., Venetiis, 1866, 18 pp., Tab. VIII-XV. (Ex Vol. XII, Memor. Imp. Reg. Institut), 1866
- Roberto de Visiani, J. Pančić: Plantae serbicae rariores aut novae. A Prof. Roberto de Visiani et Prof. Josepho Pančić descriptae et iconibus illustratae. Decas, III. – Typis J. Antonelli edit., Venetiis, 1870.-21 pp., Tab. XVI-XXI. (Ex Vol. XV, Memor. del. R. Istituto), 1870
- Šumsko drveće i bilje u Srbiji. Napisao Dr. Josif Pančić. – Glasnik Srpskog učenog društva, Beograd, knjiga XXX, str. 129–312, 1871
- Flora Kneževine Srbije ili vaskularne biljke, koje u Srbiji divlje rastu. Po analitičkom metodu složio Dr. Josif Pančić. Flora Principatus Serbiae. – Državna štamparija, Beograd, XXXIV, 798 pp., 1874
- Elenchus plantarum vascularium quas aestate a. 1873 in Crna Gora legit. Dr. Jos. Pančić, Belgradi, Edidit Societas Erudita Serbica. – Typographia status, VII, 106 pp., 1875
- Građa za Floru Kneževine Bugarske. – Glasnik Srpskog učenog društva, Beograd, 1883, knjiga 53, str. 161-231., 1883
- Dodatak Flori Kneževine Srbije od Dr-a Josifa Pančića – Additamenta ad Floram Principatus Serbiae. – Izdanje Kraljevske srpske državne štamparije, Beograd, 253 pp., 1884
- Nova građa za Floru Kneževine Bugarske od d-ra J. Pančića. – Glasnik Srpskoga Učenog Društva, Beograd, knjiga 66, 103–146, 1886

### Artbeschreibungen
- Eine neue Conifere in den östlichen Alpen. Von Dr. J. Pančić. – In der fürstl.-serbischen Staatsdruckerei, Belgrad, 8 pp., 1876
- Omorika nova fela četinara u Srbiji. – Težak, Beograd, Januar 1887, godina XVIII, broj 1, 1–8, Tab. I i II, 1887